# Herminium mackinonii
Herminium mackinonii är en orkidéart som beskrevs av John Firminger Duthie. Herminium mackinonii ingår i släktet honungsblomstersläktet, och familjen orkidéer. Inga underarter finns listade i Catalogue of Life.